# Masirana glabra
Masirana glabra là một loài nhện trong họ Leptonetidae.
Loài này thuộc chi Masirana. Masirana glabra được T. Komatsu miêu tả năm 1957.